# Baudina geographae
Baudina geographae är en mossdjursart som beskrevs av Gordon 2009. Baudina geographae ingår i släktet Baudina och familjen Pasytheidae. Inga underarter finns listade i Catalogue of Life.